# Керівники НТКУ
До 1995 року НТКУ – Державна телерадіомовна компанія України (ДТРК)
З 1995 по 2010 рік керівником був президент НТКУ. 17 березня 2010 року Кабмін скасував цю посаду і ввів посаду генерального директора НТКУ. Крім того, посади віце-президентів телекомпанії було перейменовано у заступників генерального директора.

## Президенти НТКУ
- 01.06.95 – 21.08.1996 Савенко О. М.
- 21.08.96 – 18.11.1996 Кулик З. В. (в. о.)
- 18.11.96 – 01.10.1998 Лешик В. К.
- 05.10.98 – 17.11.1998 Княжицький М. Л.
- 17.11.98 – 21.06.1999 Кулик З. В.
- 21.06.99 – 15.07.1999 Савенко О. М. (в. о.)
- 16.07.99 – 19.11.2001 Долганов В. О.
- 19.11.01 – 28.03.2003 Сторожук І. А.
- 26.03.03 – 25.02.2005 Савенко О. М.
- 25.02.05 – 08.09.2005 Стецьків Т. С.
- 27.10.05 – 18.02.2008 Докаленко В. В.
- 21.02.08 – 17.03.2010 Ілащук В. С.

## Генеральні директори НТКУ
- 18.03.10 – 20.02.2013 Бенкендорф Є. А.
- 20.02.2013 — 25.03.2014 Пантелеймонов О. Є. (т.в.о.)
- З 25.03.2014 — Аласанія З. Г.